# Baganakatte, Shikarpur
Baganakatte là một làng thuộc tehsil Shikarpur, huyện Shimoga, bang Karnataka, Ấn Độ.